# Philipp z Lichtenštejna
Princ Philipp z Lichtenštejna (celým jménem Philipp Erasmus Alois Ferdinand Maria Sebaldus; * 19. srpna 1946, Curych) je člen lichtenštejnské knížecí rodiny. Je synem zesnulého Františka Josefa II. a mladším bratrem současného vládnoucího knížete Hanse Adama II.

## Biografie
Princ Philipp se narodil v Curychu jako druhý syn lichtenštejnského knížete Františka Josefa II. a jeho manželky, hraběnky Georginy von Wilczek.
Princ Philipp studoval historii a sociologii na univerzitě v Bonnu a univerzitě v Basileji. Od roku 1981 je členem představenstva skupiny LGT a od roku 2001 předsedou této organizace.

## Svatba a rodina
Dne 11. září 1971 se oženil s Isabelle de l'Arbre de Malander (* 24. listopadu 1949, Ronse), dcerou Jeana-Baptiste André de l'Arbre de Malander a jeho manželky Guillemette Marie Grassalové. Mají tři syny a čtyři vnoučata:
- Princ Alexander Wilhelm Hans Adam z Lichtenštejna (* 19. května 1972, Basilej). Dne 24. ledna 2003 se oženil civilně ve Vaduzu a církevně 8. února 2003 v Salcburku s Astrid Barbarou Kohlovou (* 13. září 1968, Řezno), dcerou Theodora Kohla a jeho ženy Ingrid Schlechtové. Mají dceru:
  - Princezna Theodora Alexandra Isabella Antonia Nora Marie z Lichtenštejna (* 20. listopadu 2004, Chêne-Bougeries). Vyrostla v Itálii a vystudovala architekturu na St John's College na Univerzitě v Cambridgi.[3] V roce 2014, ve věku pouhých 10 let, založila nadaci Green Teen Team Foundation, ekologickou nadaci.[4] Je ambasadorkou Projektu 0, charitativní organizace zaměřené na ochranu oceánu před znečištěním plasty.[5] Získala první místo v individuálním i týmovém testu na soutěži Junior Grand Prix Dressage 2022.[6][7] Jménem své nadace navštívila také Rumunsko a Seychely.[8][9]
- Princ Wenzeslaus z Lichtenštejna (12. května 1974, Uccle). V letech 2003 až 2006 byl ve vztahu s modelkou Adrianou Limou.[10][11]
- Princ Rudolf Ferdinand z Lichtenštejna (* Uccle, 7. září 1975). Dne 20. dubna 2012 se v Istanbulu oženil s Ilhan Tılsım Tanberkovou, tureckou podnikatelkou a dědičkou firmy Sinter Metal.[12][13] Narodila se 20. července 1974 v Istanbulu v Turecku jako dcera Olguna Tanberka, zakladatele rodinné strojírenské skupiny Sinter Metal, a jeho manželky Melek Kampulatové.[12] Mají tři děti:
  - Princezna Alienor Faye z Lichtenštejna (turecky: Alya Nur,[14] 29. září 2014 – 13. prosince 2015)[15][16]
  - Princezna Laetitia z Lichtenštejna (21. července 2016, Curych). Dvojče prince Karla Ludwiga.
  - Princ Karl Ludwig z Lichtenštejna (21. července 2016, Curych). Dvojče princezny Laetitie.

## Vyznamenání

### Národní vyznamenání
- Lichtenštejnsko: Velká hvězda Knížecího záslužného řádu, 1. třída
- Lichtenštejnsko: Nositel medaile k 70. narozeninám knížete Františka Josefa II.